# Johanna Rosaly
Raquel Johanna Rosaly Guillermety (Santurce, 13 de enero de 1948) es una actriz, cantante y presentadora puertorriqueña.

## Biografía
Rosaly nació en Santurce, Puerto Rico en 1948. Hizo su debut como actriz en 1957 apareciendo en la obra teatral “Mientras los Niños Juegan” y en el  programa de televisión enfocado en el público infantil “Los Amigos de Pinocho”, así como en la película “Con los Pies Descalzos”.
A partir de 1966 inició carrera como actriz de telenovelas con  El retrato de Ángela, emitida por Telemundo.Tiene más de 15 telenovelas a su haber, entre ellas los éxitos internacionales El Hijo de Ángela María y Cristina Bazán.
A finales de la década de 1970 inició su carrera como cantante, firmando con la disquera venezolana Velvet Records y luego con CBS International, para un total de cuatro discos. 
En las décadas de 1980 y 1990 se desempeñó como presentadora de televisión y apareció en variedad de producciones de cine y televisión, como Lo que le pasó a Santiago, Linda Sara, Enredando sombras y Angélica.
La principal actividad artística de Johanna Rosaly ha sudo sobre el escenario, con sobre cien montajes teatrales a lo largo de una carrera iniciada en 1957. Ha interpretado piezas clásicas del Teatro Griego, de Shakespeare, García Lorca, Tennessee Williams, Oscar Wilde, Edward Albee, Neil Simon. A.R. Gurney, René Marqués, Manuel Méndez Ballester, Francisco Arriví, Emilio Belaval, Carlos Fuentes, Ana Diosdado, Murray Schighall, Antonio Buero Vallejo y muchos otros.
Johanna Rosaly ha sido merecedora de reconocimientos del círculo de Críticos de Teatro de Puerto Rico, Críticos de Teatro Hispano de Nueva York, Festival de Cine Internacional de Isabela, Festival de Cine de la Alianza Francesa, Instituto de Cultura de Puerto Rico, Universidad de Puerto Rico, Universidad del Sagrado Corazón, Universidad del Turabo y muchas otras instituciones académicas y culturales.

## Filmografía

### Cine
| Año  | Título                      | Papel            | Notas        |
| ---- | --------------------------- | ---------------- | ------------ |
| 1974 | El hijo de Ángela María     | Marisela Perdomo |              |
| 1989 | Lo que le pasó a Santiago   | Nereida          |              |
| 1994 | Linda Sara                  | Sofía            |              |
| 1995 | Qué será                    |                  | Cortometraje |
| 1998 | Enredando sombras           | María Candelaria | Documental   |
| 2004 | Dios los cría 2             | Alma             |              |
| 2012 | Under Rain                  | Elvira Aragón    | Cortometraje |
| 2012 | Medio Minuto                | Rafaela          | Cortometraje |
| 2016 | Angélica                    | Ángeles          |              |
| 2020 | El quinceañero de mi abuela |                  |              |

### Televisión
| Año       | Título                      | Papel           | Notas        |
| --------- | --------------------------- | --------------- | ------------ |
| 1961      | La divina infiel            |                 |              |
| 1972      | Tomiko                      | Diana Cavendish |              |
| 1978      | Cristina Bazán              | Cristina Bazán  |              |
| 1979      | Vida                        | Vera y Vida     |              |
| 1980      | La otra mujer               | Adriana         |              |
| 1980      | El amor nuestro de cada día |                 |              |
| 1986-1990 | Súper Sábados               | Ella misma      |              |
| 1998      | Asesinato en primer grado   | Selva           | Telefilme    |
| 2001-2011 | Cultura Viva                | Ella misma      | Presentadora |
| 2004      | Barrios                     | Julia           |              |
| 2012-2014 | Los cascos urbanos hablan   | Ella misma      | Presentadora |